# Prvić Luka
Prvić Luka – wieś w Chorwacji, w żupanii szybenicko-knińskiej, w mieście Vodice. W 2011 roku liczyła 164 mieszkańców.